# 슬라바급 미사일 순양함
슬라바급은 러시아의 순양함으로 카라급 순양함의 설계사상을 이어받아 건조되었으며, 현재 러시아가 2척(4월 14일 모스크바함 침몰), 우크라이나가 1척을 보유하고 있다.(우크라이나함)

## 개요
슬라바급 순양함은 프로젝트 1164에 따라 함대결전용 수상타격함으로 건조되었으며 광역 함대방공 및 대함공격을 위해 설계됐다. 거대한 키로프급 미사일 순양함과 소브레메니급 구축함 사이에 등장한 이 키로프급의 현대적 소형화함은 키로프급을 보조하는 저렴한 가격의 전투함을 목표로 했다. 슬라바급은 카라급 순양함과 동일한 조선소에서 건조됐으며 선체는 카라급의 길이 연장형으로 보인다. 1979년 7월 진수되고 1983년 1월 30일 실전배치된 1번함 슬라바급을 시작으로 1990년 진수된 우크라이나호까지 4척이 건조되어 러시아 해군이 3척, 우크라이나 해군이 1척을 운용하고 있다. 4척 모두 니콜라예프조선소에서 건조되었다. 일부 정보에 의하면 소비에트 연방 해군은 1990년대 퇴역할 예정이었던 킨다급 및 크레스타급을 대체해 최대 21척을 건조할 예정이었다고 하지만 이러한 정보는 냉전기 동안의 실제 슬라바급의 건함 기록으로 미뤄보아 확실하지 않다. 모스크바는 러시아 해군의 흑해함대, 1982년 4월 진수된 2번함 마셜 우스찌노프는 북해함대, 3번함 바랴그는 1983년 7월 진수되어 태평양함대에 배치되었다. 1999년 배치된 우크라이나는 우크라이나 해군의 기함으로 사용할 예정이었으나 예산 문제로 인해 취소되었고 2007년 중국에 판매를 시도하려 했으나 미국이 우크라이나에게 NATO 가입과 경제 원조를 조건으로 걸어 무산시켰다. 현재 우크라이나는 2010년부터 이 함선을 러시아에 판매하려고 하지만 러시아는 무상으로 인도할 것을 요구하고 있어 협상이 진전되지 않았다가 2013년 3월 러시아에 매각이 결정되었다. 

## 무장
슬라바급은 16발의 P-500 미사일 발사대를 양쪽에 4쌍씩 설치했는데 이것은 슬라바급의 가장 인상적인 외형적 특징이기도 하다. P-500 Bazalt 대함미사일은 사정거리 550km에 이르고 중량 1,000kg의 탄두를 갖추고 있어 1발만 명중해도 적 항공모함을 전투불능으로 만들 수 있다. 다만 사거리에 비해 자체 유도능력이 떨어지기 때문에 Ka-25RT 헬리콥터나 Tu-142 장거리 초계기 등의 지령유도를 받는다. 또한 총 16발의 P-500 Bazalt 미사일을 탑재해 동시에 운용할 수도 있다. 함대방공시스템은 AK-630과 S-300F를 탑재했는데, S-300FSMS 러시아의 S-300 지대공 미사일의 함재형으로, 동시에 12개 목표와 대응할 수 있어, 미국의 알레이버크급 구축함과 비교해도 떨어지지 않는 대공 방어력을 가졌다.

## 동형함
- 모스크바 (과거명 슬라바) - 격침(서방 기준)/침몰(러시아 주장)
- 드미트리 우스티노프 (과거명 어드미럴 로보프) - 현재 북방함대에서 운용 중
- 바랴그 (과거명 체르노바 우크라이나) - 현재 태평양함대에서 운용 중
- 우크라이나 (과거명 어드미럴 플로타 로보프) - 현재 우크라이나 해군이 보유 중이나, 방치된 상태이며 폐함처리 결정.

## 같이 보기
- 055형 구축함